# Wolfgang Dubin
Wolfgang Dubin (ur. 2 maja 1968 w Wiedniu) – austriacki niepełnosprawny lekkoatleta, mistrz paraolimpijski. 
W wyniku wypadku samochodowego z 1987 roku doznał mięśniowego porażenia połowiczego.
Na paraolimpiadzie debiutował na igrzyskach w Atlancie (1996), gdzie zajął 7. miejsce w rzucie dyskiem F35 i 3. miejsce w pchnięciu kulą F35 (11,82 m). Miał też wystąpić w sztafecie 4 × 100 m T34-T37, jednak sztafeta austriacka nie pojawiła się na starcie. Cztery lata później wywalczył swój jedyny złoty medal paraolimpijski, wygrywając pchnięcie kulą F36 z wynikiem 11,98 m (zajął ponadto 4. miejsce w rzucie dyskiem F36). Na Letnich Igrzyskach Paraolimpijskich 2004 ponownie wystąpił w dwóch konkurencjach, jednak bez zdobyczy medalowych. Zajął 6. miejsce w rzucie dyskiem F36, a w pchnięciu kulą F36 został zdyskwalifikowany (dopiero po zawodach, gdyż pierwotnie otrzymał srebrny medal).
Dubin jest wielokrotnym medalistą mistrzostw świata niepełnosprawnych w lekkoatletyce. W 1995 roku zdobył złoto w pchnięciu kulą i brąz w rzucie dyskiem, w 1997 roku ponownie złoto w pchnięciu kulą i srebro w rzucie dyskiem. Potem zdobywał medale tylko w pchnięciu kulą: rok później zdobył brąz, w 2002 roku srebro, a w 2006 roku ponownie brąz. Ponadto w 1998, 2002 i 2006 roku zajmował 4. miejsce w rzucie dyskiem. 
W 2002 roku pobił rekord świata w pchnięciu kulą w swojej kategorii, który przetrwał do 2006 roku (12,30 m). Wielokrotny medalista mistrzostw Europy, kilkunastokrotny mistrz Austrii. Był także wielokrotnym rekordzistą Austrii w różnych konkurencjach. Odznaczony m.in. Odznaką Honorową za Zasługi dla Republiki Austrii.